# 皆はこう呼んだ、鋼鉄ジーグ
『皆はこう呼んだ、鋼鉄ジーグ』（みなはこうよんだ、こうてつジーグ、原題：Lo chiamavano Jeeg Robot）は、2015年のイタリアのヒーローアクション映画。
ガブリエーレ・マイネッティ監督の長編1作目の作品で、出演はクラウディオ・サンタマリアとイレニア・パストレッリなど。

## 概要
1975年に日本で放送され、1979年にはイタリアでも放送された永井豪原作のSFロボットアニメ「鋼鉄ジーグ」からインスパイアされたSFアクション映画。イタリア映画祭2016での公開タイトルは『皆はこう呼んだ「鋼鉄ジーグ」』。主人公はサイボーグでも巨大ロボットでもないが、本編内ではアニメ『鋼鉄ジーグ』の日本版の映像が引用されている。
イタリアのアカデミー賞に当たるダヴィッド・ディ・ドナテッロ賞では最多16部門にノミネートされ、主演男優賞（クラウディオ・サンタマリア）、主演女優賞（イレニア・パストレッリ）、助演男優賞（ルカ・マリネッリ）、助演女優賞（アントニア・トルッポ）、新人監督賞、プロデューサー賞、編集賞の最多7部門を受賞した。
本作に対して原作者の永井豪は「犯罪と汚職まみれのローマの下町で、アニメヒーロー『鋼鉄ジーグ』に憧れる女性の為、正義の戦いに立ち上がる“男の純情”が美しい!! 『ガンバレ、君は鋼鉄ジーグだ!!』」とコメントしている。
2017年11月14日放送のNHK Eテレ『旅するイタリア語』第7課の「野村雅夫のCinebar」のコーナーで本作が取り上げられて、「日本とイタリアのサブカルチュアの橋渡しとなる作品」と説明が入った。

## あらすじ
相次ぐ爆弾テロの脅威に晒され、人々が恐怖に怯えて暮らしているイタリア・ローマ。窃盗で食いつなぐ孤独なチンピラのエンツォは、警察に追われて潜った川で誤って放射性廃棄物のタンクに飛び込んで以来、体調不良に悩まされていた。ある日故買屋の"親父"セルジョの手伝いで麻薬取引へ向かったエンツォだが、運搬役が死んだことで取引は失敗。目の前でセルジョは射殺され、エンツォもまた銃弾を受けて工事中のビルから落ちてしまう。しかし傷一つ無い状態で目覚めたエンツォは、自分が鋼鉄の肉体と怪力を手に入れたことに気がつく。だがだからといって生活を変えることはなく、エンツォはその力でATM窃盗を働き、その動画がネットに流出したことで「スーパークリミナル」として一躍有名になる。
一方、セルジョに取引を命じたマフィアのボス・ジンガロは、このままでは上位組織の女ボス・ヌンツァによって殺されかねない状況にあった。かつてTVのオーディション番組に出たことだけを誇りにしているジンガロは、TVの話題が「スーパークリミナル」一色になった事がガマンできない。苛立ちを爆発させたジンガロは部下を引き連れてセルジョの家へ押しかけ、麻薬を見つけるためセルジョの娘アレッシアを拷問にかけようとする。たまたま通りかかったエンツォは一度は無視したものの、なけなしの罪悪感から部屋に飛び込んでアレッシアを助け出し、ジンガロたちを追い払う。アレッシアは母親が死に、父が収監されている間を施設に預けられて過ごしたことで心を病み、日本製のSFロボットアニメ「鋼鉄ジーグ」を支えに生きていた少女だった。彼女は超人的な能力を持つエンツォを「ジーグ」の主人公・司馬宙（しば・ひろし）と重ね合わせて慕うようになり、エンツォとの奇妙な共同生活が始まる。
私利私欲のためにしか力を使わないエンツォに対して、アレッシアは「人類のために力を使い、父さんを助け、闇の日から世界を救って」と懇願する。始めは鬱陶しがって聞き流していたエンツォだが、彼女と共に「鋼鉄ジーグ」のDVDを見たことで徐々に心境に変化が現れ、彼女のために力を使おうと考えはじめる。異性に触れられることでパニックに陥っていたアレッシアとも距離を縮め、彼女の欲しがっていたドレスを与え、ついに結ばれるエンツォ。しかしエンツォの自分本意な振る舞い、そしてエンツォが父を見殺しにしたと知って深く傷ついたアレッシアは、その場から逃げ去ってしまう。
慌てて後を追いかけたエンツォは路面電車を怪力で強引に停車させ、アレッシアに今までの事を謝罪し、彼女を遺体安置所のセルジョのもとまで連れて行く。そしてアレッシアがセルジョの裸の胸にあった剣の入墨を知っていたこと、そしてセルジョを「アマソ」と敵幹部の名で呼んで別れを告げた事で、何が彼女を傷つけたのか理解する。アレッシアは実の父セルジョによって性的虐待を受けていたのだ。エンツォはアレッシアへ、自分が昔からの仲間や友達を次々と失って自暴自棄に陥っていた過去を明かし、これからは彼女のために生きていきたいと告白する。アレッシアは「次からは人に見られないよう変身しないとね」と言って、エンツォへ毛糸で編んだ「鋼鉄ジーグ」のマスクをプレゼントする。
一方、進退窮まったジンガロは現金輸送車強奪を目論むも、やはり強盗目当てで現れた「スーパークリミナル」によって邪魔され、失敗に終わっていた。暴走しだしたジンガロを裏切ろうとした仲間を粛清し、どうにかやっと金を工面するも、些細なトラブルからヌンツァの部下を射殺してしまった事で完全な敵対状態となってしまう。部下を次々と処刑されてパニックになったジンガロが目にしたのは素顔の「スーパークリミナル」、エンツォが路面電車を止める場面を映したYouTubeの動画だった。ジンガロはエンツォの居場所を突き止めて襲撃し、アレッシアを人質に取ってエンツォを脅迫する。ジンガロの目的は自分もスーパーパワーを手に入れ、世界中に自分の存在を知らしめることだった。
エンツォはアレッシアの命を守るため、ジンガロを自分がパワーを得た川の不法投棄現場へと連れて行く。しかしエンツォを信頼しないジンガロは川へ飛び込むことを嫌い、彼に廃棄物のタンクを引き上げるように命じて尻込みする。アレッシアはエンツォを救おうと監禁場所から脱出して彼の元へと駆け寄るが、折り悪くそこへジンガロを殺そうとヌンツァが部下を連れて襲撃を仕掛けてくる。火をつけられたジンガロは悲鳴を上げながら川へと飛び込んで姿を消し、銃撃戦に巻き込まれたアレッシアは瀕死の重傷を負っていた。彼女を抱きしめて涙するエンツォに、アレッシアは「人々のために戦って」と頼み、彼の腕の中で息絶えてしまう。
翌朝、ジンガロを処刑したことで祝杯を上げていたヌンツァ一味のもとに、焼け爛れた体をメーキャップで隠した異様な姿のジンガロが訪れる。エンツォと同じくスーパーパワーを得て蘇ったジンガロは、スマートフォンでヌンツァ一味を皆殺しにする一部始終を撮影、それをネットに投稿。さらにテロの黒幕だったヌンツァ一味の用意した爆薬を見つけ、ジンガロは次は自分がテロを起こすことを大々的に予告する。
茫然自失となってふらふらとさまよい続けたエンツォは、やがて交通事故の現場に遭遇する。炎上する車の中に子供が取り残されていると知ったエンツォは、無我夢中で車に飛びつき、そのパワーで子供を助け出すことに成功。感激して感謝する母親に抱きしめられ、周囲の人々から畏敬の念を持って見つめられたエンツォは、胸の中に暖かなものが広がっていくことに気がつく。
だが、そんな彼の目にジンガロが投稿した犯行予告を報道するニュースが飛び込んでくる。人々から名前を問われたエンツォは「司馬宙だ」と答え、ジンガロの野望を止めるべくサッカー試合会場のコロッセオへと向かう。
互いにスーパーパワーを得たエンツォとジンガロは、コロッセオの通路、観客席で壮絶な殴り合いを繰り広げる。ジンガロの手にあった起爆装置を破壊するエンツォだが、ジンガロは爆弾のタイマーを直接操作して起動してしまう。エンツォはジンガロから爆弾を奪い、人々のいない川へ放り込もうと橋へ向かうが、追いすがるジンガロと揉み合いになる。そして人々が見守る中、エンツォはジンガロごと川へ飛び込み、爆弾を水中で爆破させる。橋へと吹き飛ばされてきたのはジンガロの頭部だけで、エンツォは完全に姿を消してしまった。
エンツォはヒーローなのか、それともただ力を手に入れただけのチンピラなのか。
人々が議論を交わすローマの町並みを、一人の男が見下ろしていた。そして「ジーグ」のマスクをかぶった男は、夜の街へと飛び込んでいった。

## キャスト
- エンツォ：クラウディオ・サンタマリア

イタリアのスラム街に暮らすチンピラ。普段はケチな窃盗で金を稼いでおり、友人も無く、アダルトビデオの鑑賞と好物のヨーグルトを食べる事しか楽しみが無い。
ある日、警察に追われて飛び込んだ川で放射性廃棄物と接触。強靭な肉体と怪力を獲得し、ATM強盗に用いたことで「スーパークリミナル」として一躍有名になる。
貧困故に想像力がなく、大金を手に入れてもアダルトビデオとヨーグルトを買い込む事しかできないが、アレッシアとの交流で徐々にその心境が変化していく。
幼い頃は友人や仲間もいたが、貧困と荒廃の中で皆それぞれ悲惨な末路を遂げていき、最後に残った自分もいつかそうなると思って生きてきた。
- アレッシア：イレニア・パストレッリ（イタリア語版）

故買屋セルジョの娘。母を亡くしてから精神が不安定に陥り、アニメ『鋼鉄ジーグ』を拠り所にして辛うじて自我を保っている。
ジンガロ一味に襲われたところをエンツォに助けられて以降、彼を『鋼鉄ジーグ』の主人公・司馬宙と同一視、「ヒロ」と慕うようになる。
美しい容姿から幼い頃より多くの異性の欲望に晒されており、その事をあっけらかんと話す一方、異性に触れられると恐慌状態に陥ってしまう。
- ジンガロ：ルカ・マリネッリ

イタリアのスラム街でマフィアの下部組織の、そのさらに使いっぱしりを纏めているチンピラ。幼少期に歌番組へ出演した事だけが誇りとなっている。
神経質で潔癖症、凶悪なボスのように振る舞っているが実際は格好だけの行きあたりばったりで、そのため徐々に人望を失い、追い詰められていく。
幼少期の体験から成功のバロメーターが「Youtubeの再生数」など社会的な注目だけになっており、異常な再生数を獲得した「スーパークリミナル」を敵視している。
- セルジョ：ステファノ・アンブロジ（イタリア語版）

エンツォから「親父」と呼ばれているスラムの故買屋。ジンガロの部下の一人。
ジンガロが無意味に部下を殺した事で麻薬取引の受け取り、現金輸送車強盗の二つの案件を担当する事になるが、麻薬取引に失敗して射殺される。
アレッシアの父であり、彼女からは『鋼鉄ジーグ』の悪役アマソと同一視され恐れられている一方、父親として愛されてもいるなど、複雑な関係。
かつては優しい父親だったが、やがて妻への家庭内暴力に走り、アレッシアに対しても性的虐待を働くようになった事が示唆されている。
- ヌンツィア：アントニア・トルッポ（イタリア語版）

イタリアマフィア・カモッラの下部組織を率いる女マフィア。
ジンガロに麻薬取引を命じるが、軽薄で外見だけの彼を信用しておらず、失敗したジンガロが無様に取り繕おうとする様を見て見限っていく。
爆弾テロによる社会不安と、修理などの公共事業による利益を目的に、テロリストの仕業と見せかけて爆弾を仕掛けている黒幕でもある。
- リッカ：マウリツィオ・テゼイ

ジンガロの部下であり、彼の幼馴染。
幼少期から二人で共に車強盗などをしてきた間柄で、ジンガロの父が死んだ後はジンガロの部下として彼を支えてきた。
失敗続きなのに見栄ばかりを張るジンガロを諭し続けてきたが、ついに彼の尻拭いをして組織を畳み、元の強盗に戻ることを提案。ジンガロと対立する。
- スペルマ：フランチェスコ・フォルミケッティ
- タッツィーナ：ダニエーレ・トロンベッティ
- ヴィンチェンツォ：サルヴォ・エスポジト
- アントニオ：ジャンルカ・ディ・ジェンナーロ（イタリア語版）

ジンガロの部下たち。

## オマージュ
劇中には鋼鉄ジーグの映像やポスターなどが登場し、クレジット・ロールでは主役を演じたクラウディオ・サンタマリアがイタリア語で歌う鋼鉄ジーグの主題歌が流れる。
また邦題「皆はこう呼んだ、鋼鉄ジーグ」は、監督のガブリエーレ・マイネッティが自身でタイトルを和訳してつけたもので、イタリア公開時からタイトルに日本語で併記して使用されていた。